# Apanteles vacillans
Apanteles vacillans är en stekelart som beskrevs av Nixon 1965. Apanteles vacillans ingår i släktet Apanteles och familjen bracksteklar. Inga underarter finns listade i Catalogue of Life.